# Catedral metropolitana de Nuestra Señora de la Abadía y San Antonio
La Catedral Metropolitana de Nuestra Señora de la Abadía y San Antonio (en portugués: Catedral Metropolitana Nossa Senhora da Abadia e Santo Antônio) Es la sede Arzobispal de la Arquidiócesis de Campo Grande en el país sudamericano de Brasil. Es el templo de la Parroquia de San Antonio, creada el 7 de abril de 1912. 
San Antonio es el patrón de la ciudad de Campo Grande. Se dice que el fundador de la ciudad, José Antonio Pereira, era un devoto del santo y durante su viaje desde Minas Gerais hasta el campamento, pasó por Santana de Parnaíba, que era molestada por una " fiebre maligna ". Como era practicante José Antonio se encargó de la población en la ciudad e hizo una promesa de que si no había víctimas mortales, levantaría una iglesia en honor del santo. Se hizo catedral en 1991.